# 法堂
法堂（はっとう）とは、仏教寺院において、僧侶が仏教を講義する建物のことである。「法堂」は主に禅宗寺院で用いられ、そのほかの宗派では講堂（こうどう）と呼ばれることが多い。
法堂の成立はインドではなく、中国であり、仏教が貴族階級に浸透し始めた南北朝時代には既に成立していたものと思われる。
仏舎利を祀る塔、仏像を祀る仏殿（金堂）とともに、伽藍を構成する最重要の建物であり、日本においてのその位置関係は、時代によってそれぞれ異なるが、仏殿の次の重要な建物として位置づけられるようになり、大抵は寺院の中心に設置されている。
住職や講義僧がここで経典の講読や説法を信者や他の僧侶に向けて行い、特に禅宗では、ここで法席に昇って説法することを「上堂説法」といい、そこで話された内容を上堂語といって、『臨済録』などの語録に収録されている。
なお、現在学校などにある講堂は体育館などと兼用となっていることが多い。また、大学などで通常の授業を行う建物の一部に部屋として設置されている場合は、講義室・大教室などと呼ばれることがある。